# غورنو-ألتايسك
غورنو-ألتايسك (بالروسية: Горно-Алтайск) هي إحدى مدن روسيا في الكيان الفدرالي الروسي جمهورية ألطاي.

## المناخ
يظهر الجدول التالي التغييرات المناخية على مدار السنة لغورنو-ألتايسك:
| البيانات المناخية لـغورنو-ألتايسك                              | البيانات المناخية لـغورنو-ألتايسك | البيانات المناخية لـغورنو-ألتايسك | البيانات المناخية لـغورنو-ألتايسك | البيانات المناخية لـغورنو-ألتايسك | البيانات المناخية لـغورنو-ألتايسك | البيانات المناخية لـغورنو-ألتايسك | البيانات المناخية لـغورنو-ألتايسك | البيانات المناخية لـغورنو-ألتايسك | البيانات المناخية لـغورنو-ألتايسك | البيانات المناخية لـغورنو-ألتايسك | البيانات المناخية لـغورنو-ألتايسك | البيانات المناخية لـغورنو-ألتايسك | البيانات المناخية لـغورنو-ألتايسك |
| الشهر                                                          | يناير                             | فبراير                            | مارس                              | أبريل                             | مايو                              | يونيو                             | يوليو                             | أغسطس                             | سبتمبر                            | أكتوبر                            | نوفمبر                            | ديسمبر                            | المعدل السنوي                     |
| -------------------------------------------------------------- | --------------------------------- | --------------------------------- | --------------------------------- | --------------------------------- | --------------------------------- | --------------------------------- | --------------------------------- | --------------------------------- | --------------------------------- | --------------------------------- | --------------------------------- | --------------------------------- | --------------------------------- |
| متوسط درجة الحرارة الكبرى °م (°ف)                              | −9.2 (15.4)                       | −7.5 (18.5)                       | 0.0 (32.0)                        | 10.5 (50.9)                       | 19.7 (67.5)                       | 25.2 (77.4)                       | 26.8 (80.2)                       | 24.2 (75.6)                       | 18.6 (65.5)                       | 8.8 (47.8)                        | −1.4 (29.5)                       | −8.0 (17.6)                       | 9.0 (48.2)                        |
| المتوسط اليومي °م (°ف)                                         | −14.2 (6.4)                       | −13.3 (8.1)                       | −5.8 (21.6)                       | 4.5 (40.1)                        | 12.8 (55.0)                       | 18.5 (65.3)                       | 20.3 (68.5)                       | 17.8 (64.0)                       | 12.2 (54.0)                       | 3.9 (39.0)                        | −5.7 (21.7)                       | −12.6 (9.3)                       | 3.2 (37.8)                        |
| متوسط درجة الحرارة الصغرى °م (°ف)                              | −19.1 (−2.4)                      | −19.1 (−2.4)                      | −11.5 (11.3)                      | −1.5 (29.3)                       | 5.9 (42.6)                        | 11.8 (53.2)                       | 13.9 (57.0)                       | 11.4 (52.5)                       | 5.8 (42.4)                        | −1.0 (30.2)                       | −10.0 (14.0)                      | −17.1 (1.2)                       | −2.5 (27.5)                       |
| الهطول مم (إنش)                                                | 16 (0.6)                          | 16 (0.6)                          | 16 (0.6)                          | 29 (1.1)                          | 57 (2.2)                          | 62 (2.4)                          | 73 (2.9)                          | 67 (2.6)                          | 47 (1.9)                          | 41 (1.6)                          | 26 (1.0)                          | 22 (0.9)                          | 472 (18.4)                        |
| المصدر: "Climate Data - Russia". مؤرشف من الأصل في 2023-03-16. |                                   |                                   |                                   |                                   |                                   |                                   |                                   |                                   |                                   |                                   |                                   |                                   |                                   |

## توأمة
لغورنو-ألتايسك اتفاقيات توأمة مع:
- أومسك (31 يوليو 2010 - )[4]